# Marienstraße (München)
Die Marienstraße in München liegt in der Altstadt und verläuft von der Hochbrückenstraße zum Lueg ins Land, das ins Tal mündet.

## Geschichte
Im 18. Jahrhundert war der Raummangel, da an die von 1619 bis 1638 entstandene Umwallung nicht gebaut werden durfte, schon sehr groß. Deshalb wurden an die innere Stadtmauer Häuschen angesetzt. Die südliche und nördliche Seite des Tals unterschied man nach den Pfarreien in „Thal Petri“ und „Thal Mariä“. Die nördliche Häuserreihe des Tals war die Pfarreigrenze, die zwischen diesen beiden unterschied. Zur Pfarrei der Marienkirche (heute: Frauenkirche) gehörten die Bewohner dieser nach ihr benannten Straße. Als etwa 1880 die Aufräumung zwischen dem bisherigen Kälbermarkt und der Stadtmauer geschah, blieb die stadtgeschichtliche Erinnerung für den Straßennamen maßgebend, der früher „Hinter den Mauern“ lautete. Am Vindelikerhaus unter der Hausnummer 21 befindet sich eine Gedenktafel mit der Inschrift: „Dies Haus steht auf dem Grunde eines Teiles der zu Anfang des 14. Jahrhunderts angelegten Stadtbefestigung“. Es steht an der Stelle, an der die Marienstraße rechtwinklig auf die Straße Lueg ins Land trifft. Hier stand früher der Wachturm Lueg ins Land der zweiten Münchner Stadtmauer. Am Gebäude findet man ein historisches Gemälde des Turms und der Stadtmauer, daneben eine Tafel mit der Inschrift: „Hier stand der Wachturm Lueg ins Land, ob seiner Fernsicht so genannt. Erbaut vor 1374, abgebrochen 1802.“ (IPA: [luːɐg] „lueg“ mittelhochdeutsch Halte aufmerksam Ausschau) Um das Jahr 1820 entstand unter Verwendung der Fundamente der alten Stadt- und Zwingermauer im Bereich der ehemaligen Stadtbefestigung ein dreistöckiges Wohnhaus mit der Gaststätte „Zum Elephanten“. Die nördliche Wand des Stadtturms „Lueg ins Land“ diente dabei dem neuen Haus als Außenwand, was sich heute noch durch eine Schießscharte und die im Hausinneren original erhaltene Turmziegelwand verdeutlicht. Heute befindet sich der Vindelicia Altherrenverband (eine Studentenverbindung) in diesem Gebäude in der Marienstraße 21. Vor dem Vindelikerhaus ist der frühere Grundriss des Lueg ins Land-Wachturms mit roten Pflastersteinen auf dem Gehweg markiert.

## Lage
Die Marienstraße verläuft im Anschluss an die Bräuhausstraße von der Hochbrückenstraße zum Lueg ins Land, das ins Tal mündet. Die Pflugstraße verbindet sie ebenso mit dem Tal. Gleich zu Beginn besteht eine Fußgängerverbindung zur Herrnstraße.

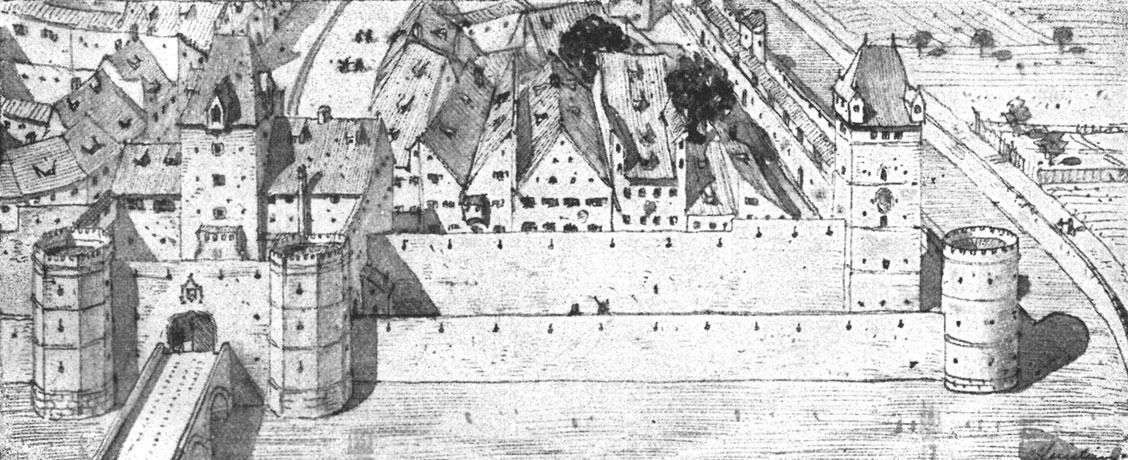
Isartor (links) über die Stadtmauer mit dem Wachturm Lueg ins Land (rechts) verbunden; diesem vorgesetzt, der über die Zwingermauer verbundene runde Prinzessturm. (Steinlein)
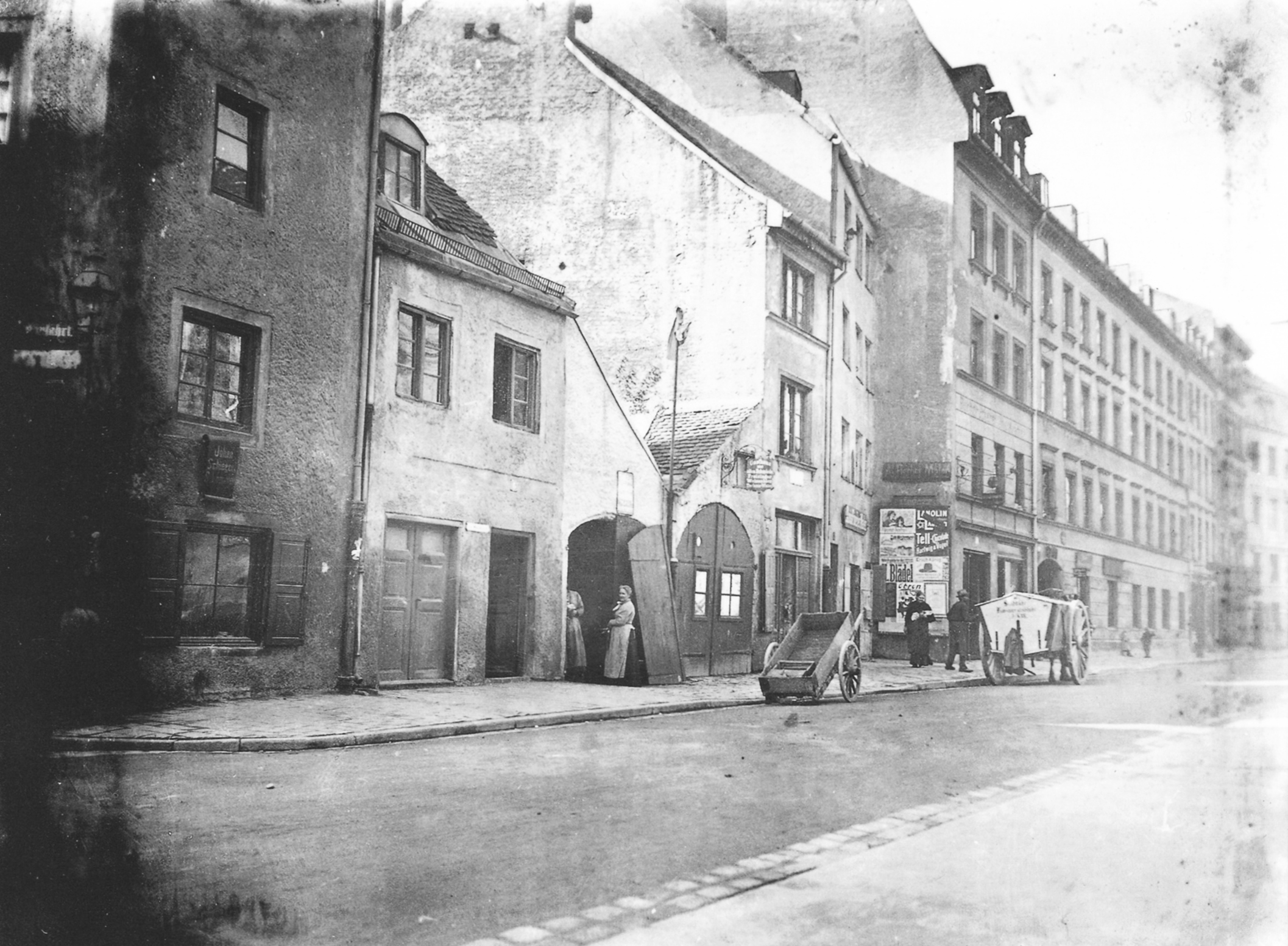
Marienstraße (1903)
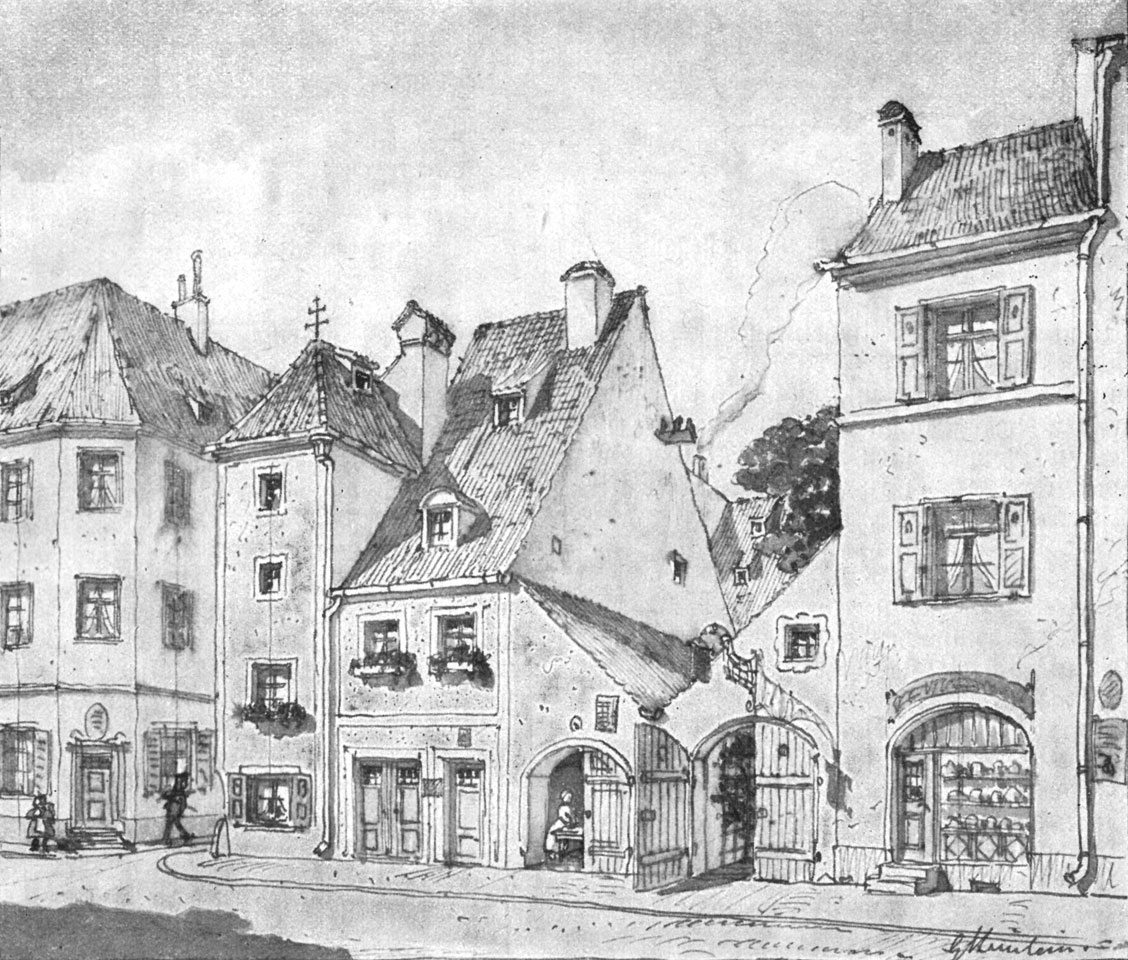
Häusergruppe in der Marienstraße 6 und 7, (1910, Steinlein)
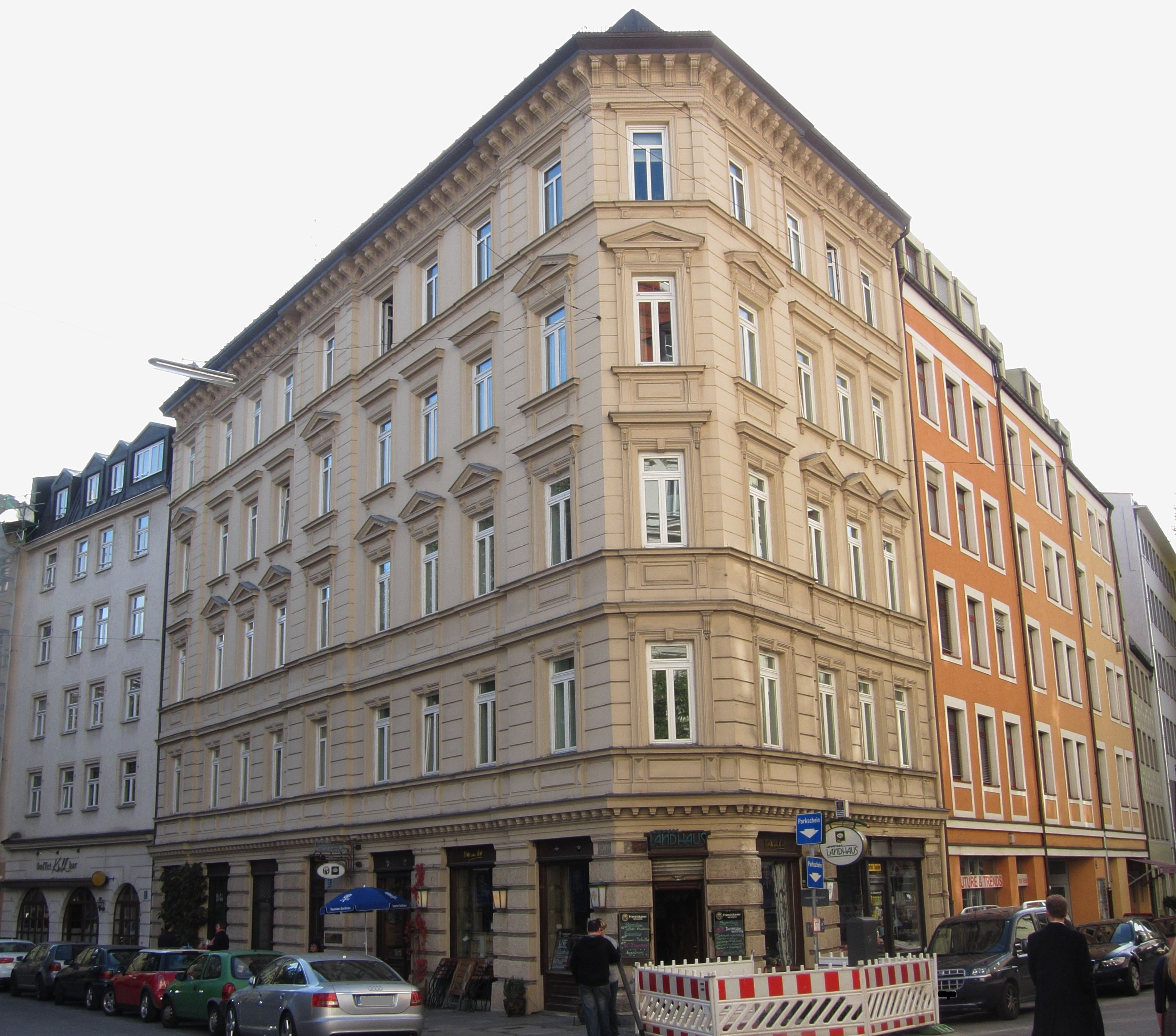
Marienstraße 2, Ecke Hochbrückenstraße, Mietshaus, Neurenaissance-Eckbau, (1882 von Michael Reifenstuel)
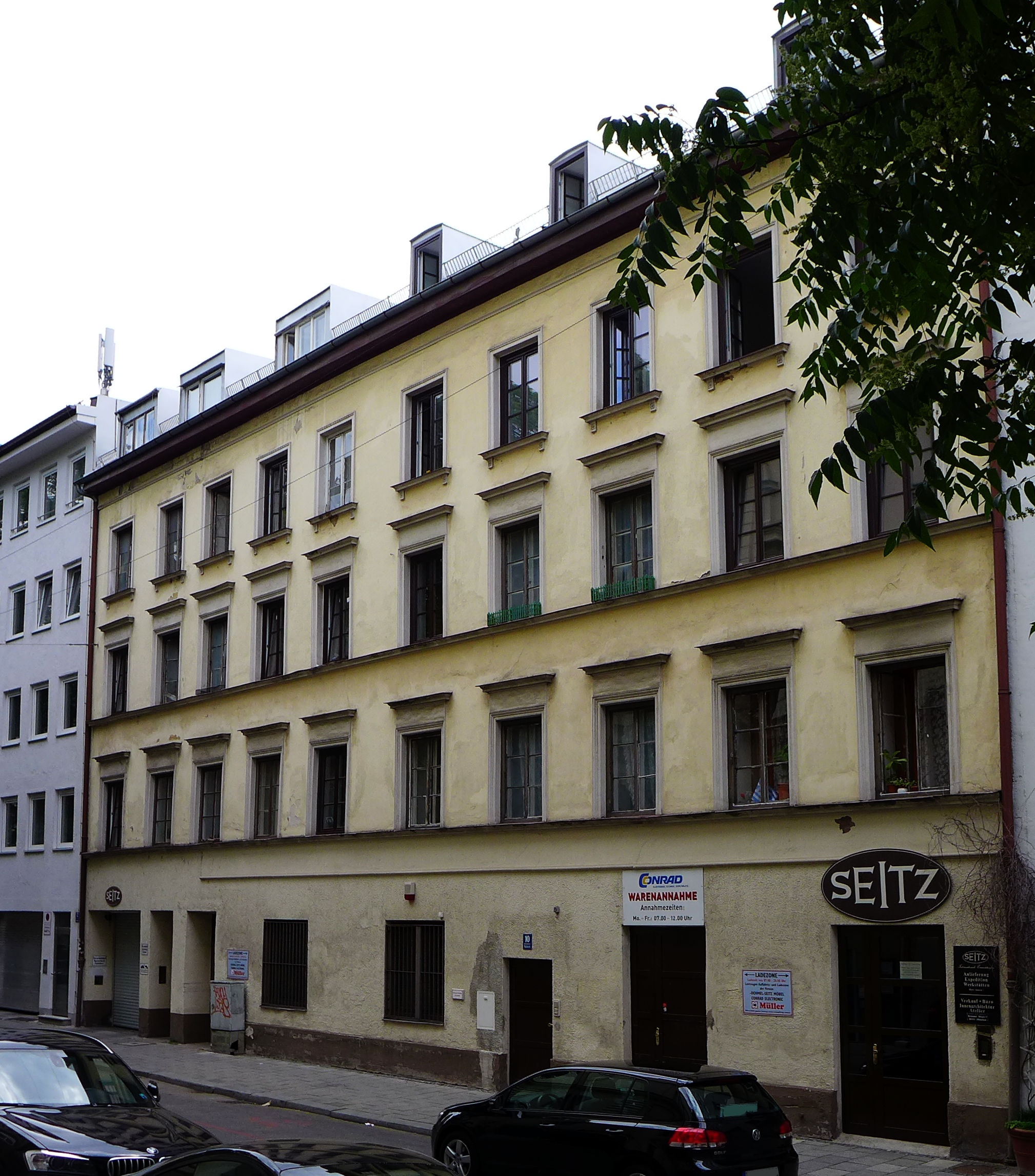
Spätklassizistisches Gebäude Marienstraße 10
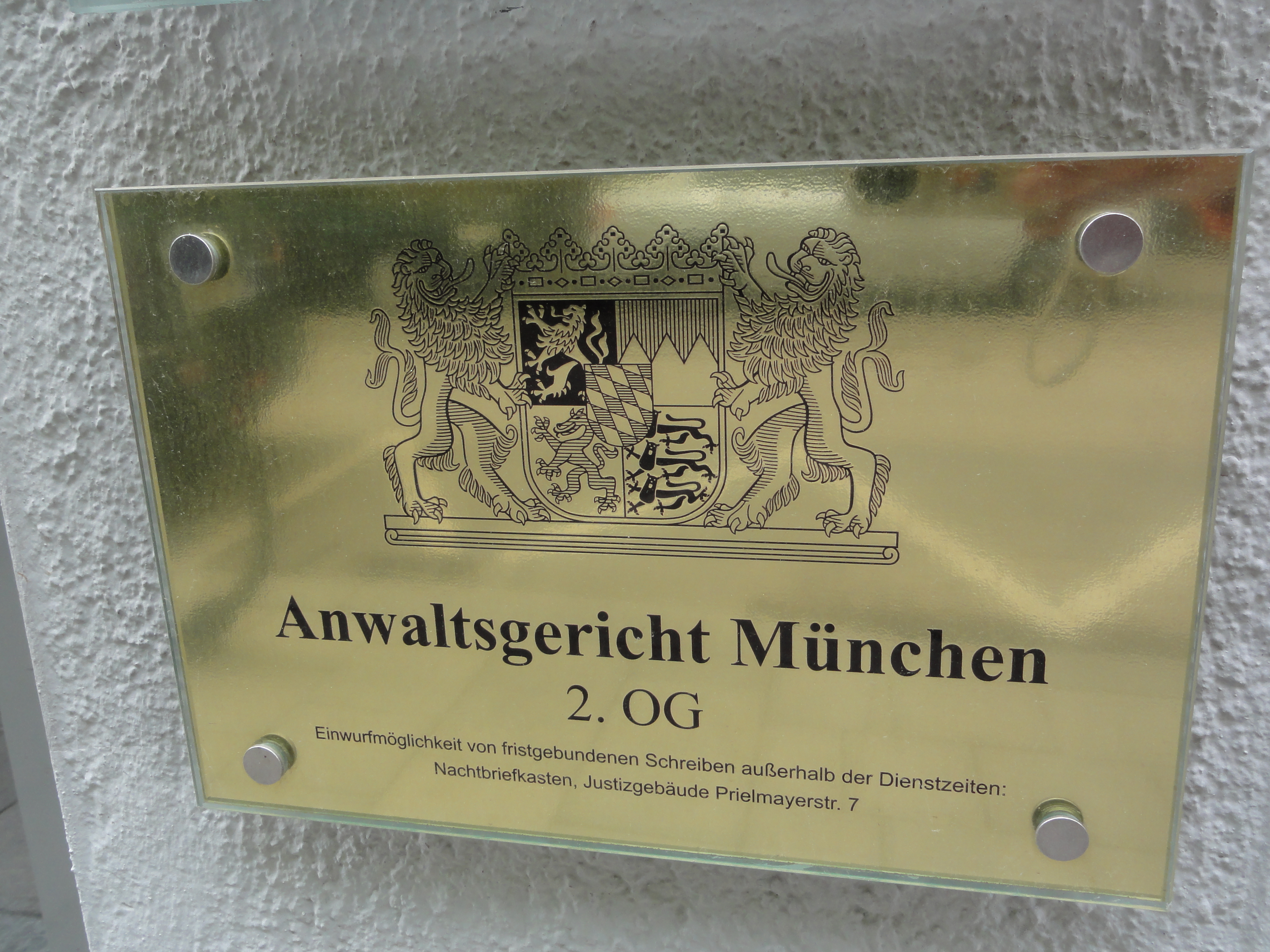
Schild des Anwaltsgerichts für den Bezirk der Rechtsanwaltskammer München in der Marienstraße 14–16
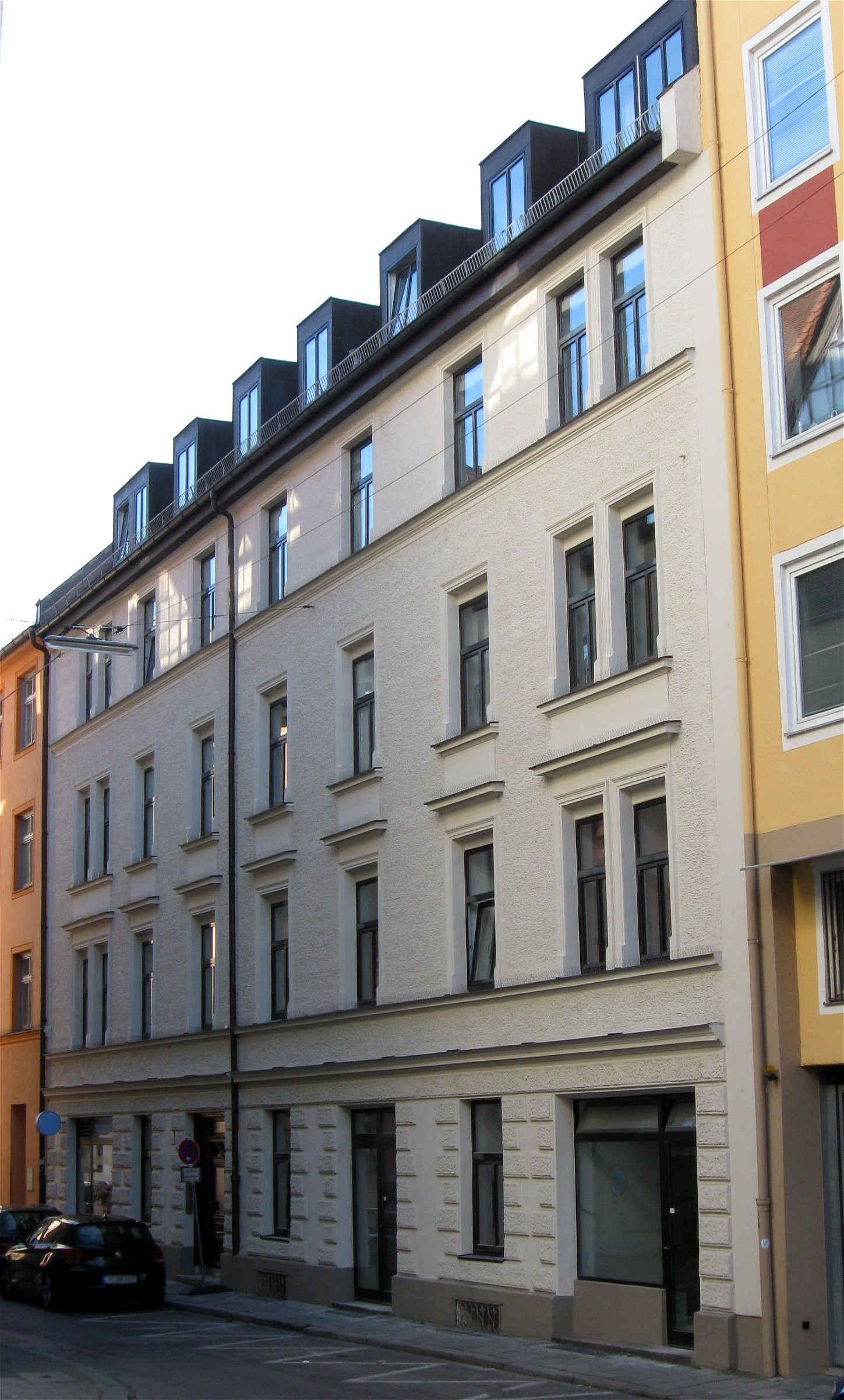
Marienstraße 18; Mietshaus, Neurenaissance, um 1870
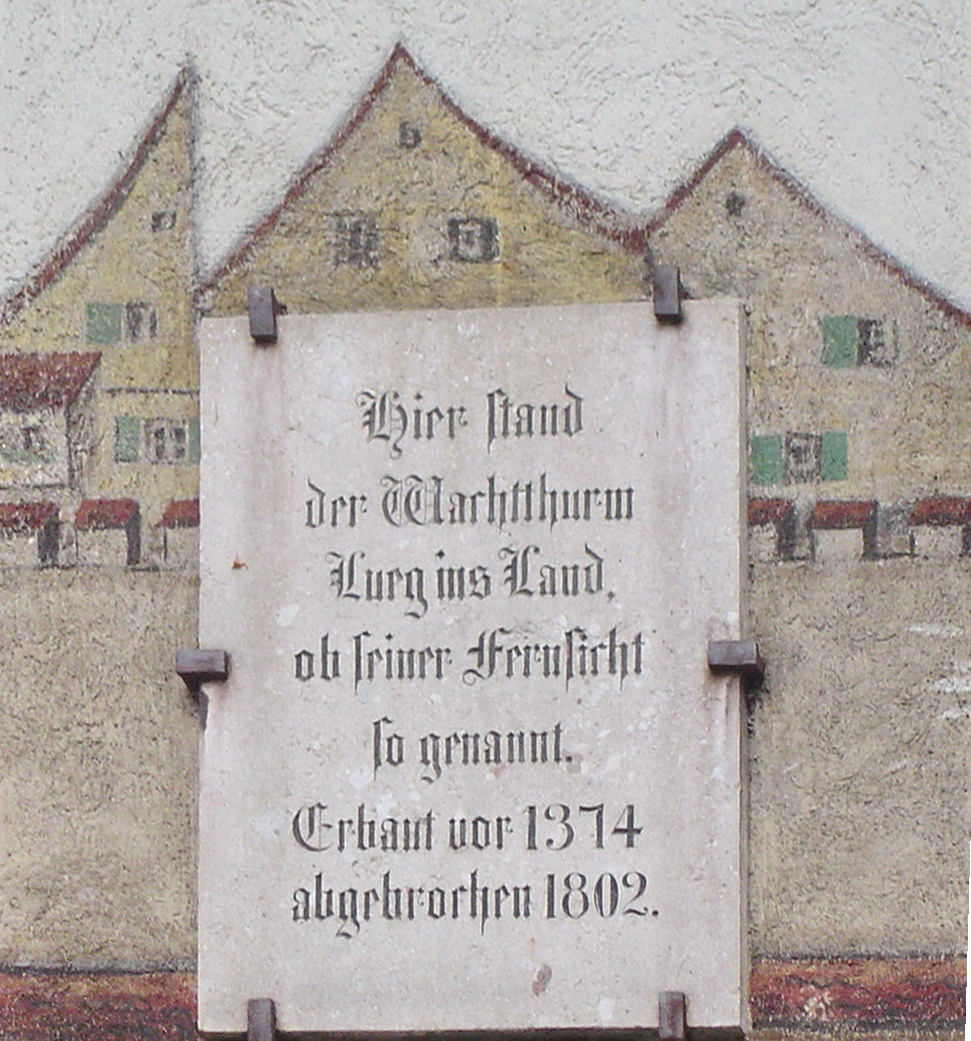
Gedenktafel an das Wachtor Lueg ins Land am Vindelikerhaus
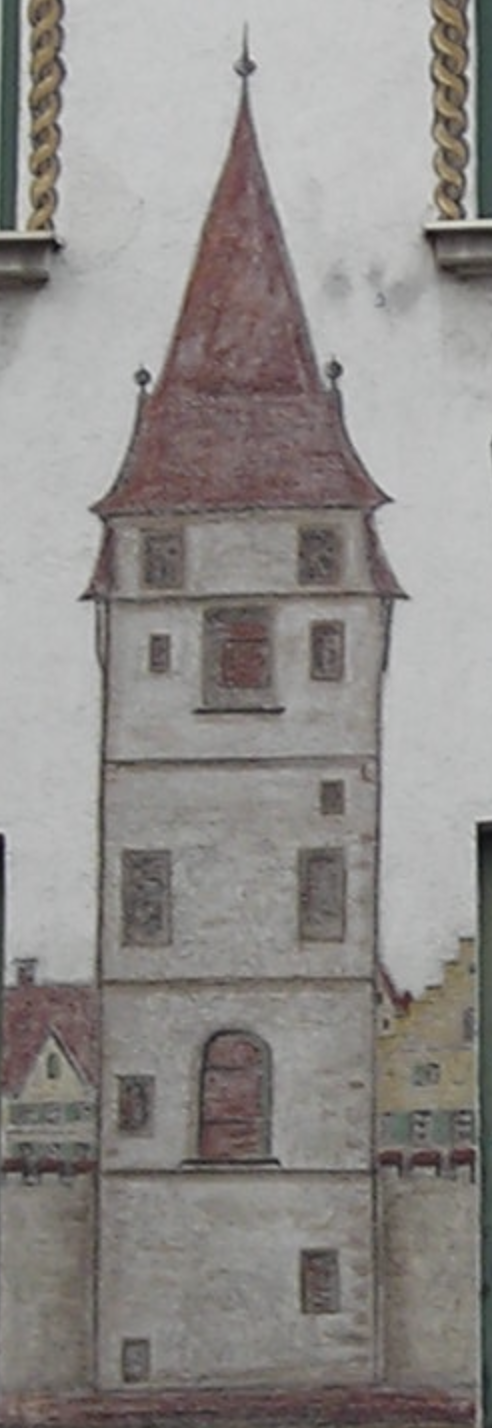
Wachturm Lueg ins Land am Vindelikerhaus (Ausschnitt der Wandmalerei)